# Kalandul
Kalandul – miejscowość w Egipcie, w muhafazie Al-Minja. W 2006 roku liczyła 26 972 mieszkańców.